# Pardosa dorsalis
Pardosa dorsalis là một loài nhện trong họ Lycosidae.
Loài này thuộc chi Pardosa. Pardosa dorsalis được Richard C. Banks miêu tả năm 1894.